# Reserva nacional Lago Cochrane
La reserva nacional Lago Cochrane (o Lago Tamango) fue una reserva nacional de Chile, ubicada en la región de Aysén. Esta área protegida tenía una superficie de 6.925 hectáreas, confinada entre tres grandes cerros: Tamango (1.722 m s. n. m.), Tamanguito (1.485 m s. n. m.) y Húngaro (1.214 m s. n. m.). El río Cochrane y el lago del mismo nombre son sus límites naturales al sureste.
Fue desafectado de su categoría de reserva nacional el Decreto N.º 98 del 25 de octubre de 2018, el cual también creó el parque nacional Patagonia, el cual integró a los terrenos de la exreserva Lago Cochrane.

## Flora y fauna

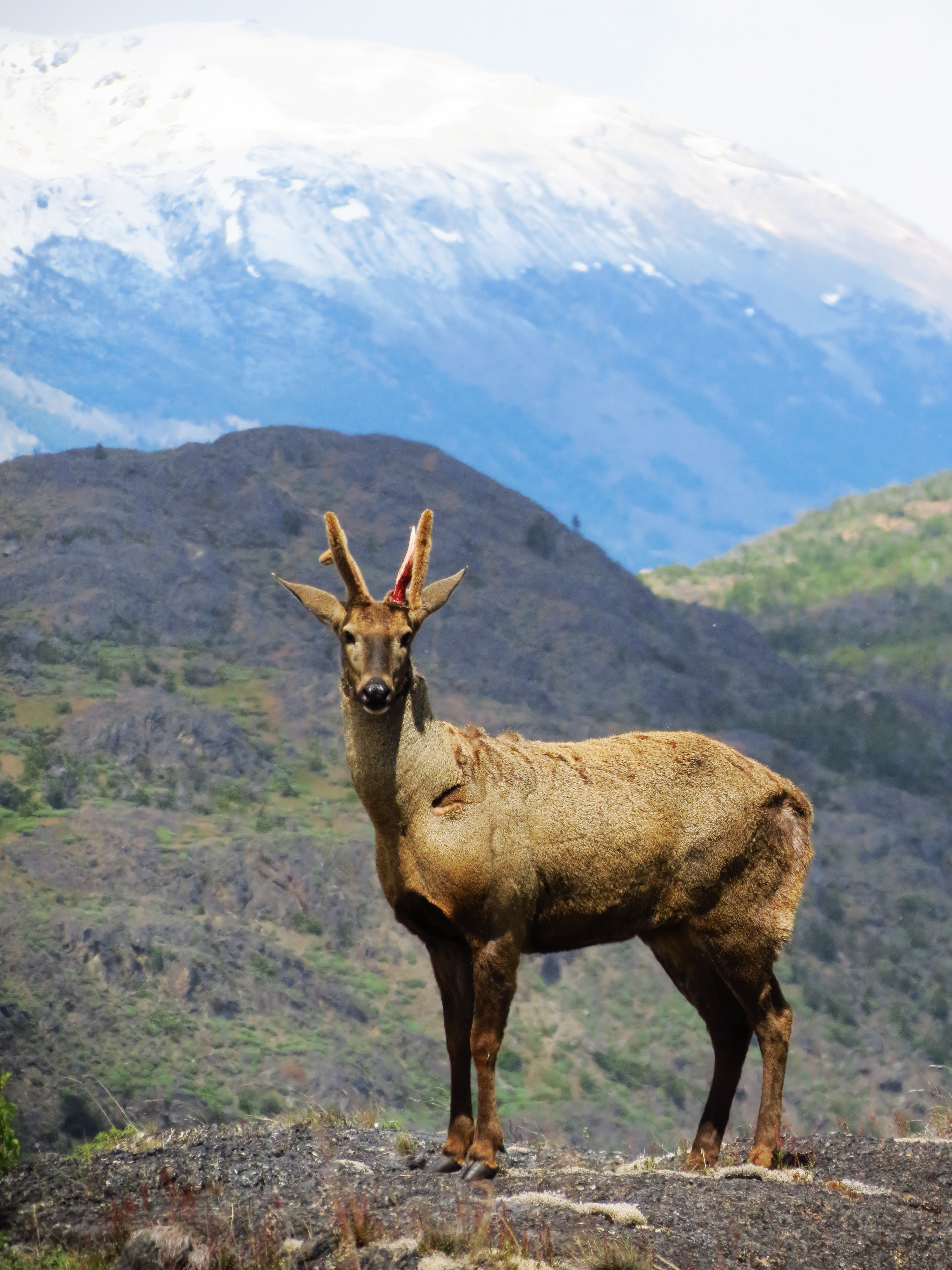

Un fenómeno inesperado, que daría importancia a esta reserva, comienza en la década de 1980. Una pequeña población de huemules (Hippocamelus bisulcus), comienza a ser avistado cada vez en mayores grupos, lo que para esos momentos era inesperado, ya que hasta el día de hoy la población de huemules no supera los 60 ejemplares.
El huemul es un ciervo pequeño, macizo, de color café con orejas que miden hasta 25 cm. Tiene piernas de fuerte musculatura que le permiten empinarse en lugares agrestes. El macho tiene una mancha facial oscura en forma de “Y” que va desde el hocico a los ojos y tiene astas, que renueva cada año. Al crecer están recubiertas por una felpa, que después se desprende hasta dejar visible las astas duras. Viven solos o en pequeños grupos. Sus crías nacen en período estival y se quedan con su madre durante el primer año.

## Historia
Creada el 1 de junio de 1967, la reserva está ubicada en la comuna de Cochrane, región de Aysén. En sus 6.943 hectáreas de superficie posee un relieve –en general– ondulado, cuyos puntos más altos son los cerros Tamango (1.722 m s. n. m.), Tamanguito (1.485 m s. n. m.) y Húngaro (1.214 m s. n. m.). Su clima es de tipo transandino, con degeneración esteparia, con una temperatura media anual de 10 °C y media máxima en verano de 14 °C. Las precipitaciones anuales son de los 805 mm, mientras que en los sectores altos las precipitaciones alcanzan una media de 1.000 mm. La reserva del lago Cochrane es un fiel representativo del bosque templado frío.

## Clima
De acuerdo con la clasificación de Köeppen, el clima corresponde al trasandino con degeneración esteparia. La zona tiene temperaturas medias superiores a los 10 °C, que varia entre 2 y 4 meses y con un periodo seco entre 2 y 6 meses en el cual la evapo-transpiración potencial es mayor que la precipitación. Las temperaturas medias mensuales fluctúan entre los 1,5 °C en julio y los 14,4 °C en enero; la temperatura media anual es de 7,6 °C. Las precipitaciones alcanzan los 805 mm anuales con una máxima en mayo de 118 mm y el mínimo en febrero con 35 mm

## Geomorfología[4]
La morfología regional corresponde en un 90 % a la marca producida por la erosión glacial , desde principio del Pleistoceno , proceso que aún persiste en amplios sectores , modelando la Cordillera de tos Andes para ir suavizando lentamente hacia los relieves estepáricos , constituidos por amplios planos depositacionales , en los cuales sobresalen algunos relieves residuales. Con relación a esto, se distinguen cuatro conjuntos de relieves orientados de norte a sur en relación con el Golfo de Penas , que son: Sector Insular y Archipiélago, Cordillera Andina y Campos de Hielo, Cordones Subandinos Orientales y Relieves Planiformes Orientales.
La geomorfología de la Reserva Nacional Tamango y sus lotes aledaños está marcada por el sistema glacilacustre del Lago y río Cochrane, ubicándose específicamente dentro del cordón Subandino Oriental, el cual está representado por el desprendimiento de cadenas de cerros que se extienden al poniente hasta su contacto con los relieves planos de la pampa patagónica . Comparado morfológicamente al cordón Andino estos sectores presentan un promedio altimétrico menor, ya que los valles se ensanchan y las laderas disminuyen de pendiente, pero el relieve en general sigue manteniendo su aspecto glacial. El área pertenece a ta región de las Cordilleras patagónicas orientales (sector 1) con ríos y lagos de control tectónico y hundimiento , según la clasificación geomorfológica.
El paisaje fue afectado en primer lugar por ta actividad y modelamiento glacial y por el desgaste geológico pluvial -fluvial posterior, lo cual ha determinado la formación del Lago como tal (o ha girado en torno a él). El relieve está conformado por paquetes de capas de rocas estratificadas, cada una de las cuales posee una resistencia diferente a los agentes de la erosión. A lo anterior se agregan movimientos de material desde laderas hacia los valles, conocidos como conos coluviales , los cuales están compuestos de fragmentos angulosos de un amplio rango de tamaños , con escasez de matriz fina, alcanzando pendientes que varían entre un 40 y 60%, situación característica del áre .
El área en general se encuentra constituida por tres unidades, depósitos glaciales y fluvio-glaciales , los cuales corresponden a: 
1. amplias superficies rocosas pulidas por el hielo con escasa o nula cubierta edáfica;
2. superficies altas de relieves andinos ocupadas por nieve permanente o sometidas al sistema de erosión perigtacial ;
3. laderas glaciales y farellones rocosos con erosión glacial con escasas meteorización y laderas con taludes de derrubios.

## Acceso
- Coyhaique - Cochrane: Desde Coyhaique, tomar la ruta pavimentada CH-245 que en dirección sureste conduce al poblado de Balmaceda. A ~40 km de Coyhaique (15 km antes de Balmaceda) se debe tomar el desvío hacia el Sur (derecha), de modo de continuar por la ruta CH-7 correspondiente al tramo sur de la carretera Austral hasta la ciudad de Cochrane (334 km desde Coyhaique). El camino está pavimentado hasta villa Cerro Castillo (95km de Coyhaique), luego continúa de tierra.  Este tramo puede ser cubierto a través de transporte público, que en temporada alta, tiene frecuencia diaria. Se recomienda consultar en la oficina turística de Coyhaique las distintas empresa y horarios de los buses.

- Cochrane - Reserva Nacional Tamango: Desde la plaza de Armas de la ciudad de Cochrane son ~3,5 km hasta la Reserva Nacional Tamango. Dirigirse hacia el noreste en dirección al Mercado Artesanal de la ciudad. En este último punto se deberá tomar un desvío señalizado que conduce a un camino de tierra que se adentra hacia el Noreste (izquierda). Continuar por este camino por ~2.5 km hasta arribar a la reserva, donde se deberá registrar el acceso y pagar la respectiva entrada. Junto a la guardería de Conaf se puede estacionar el auto. No existe transporte público hasta la reserva.

## Senderos

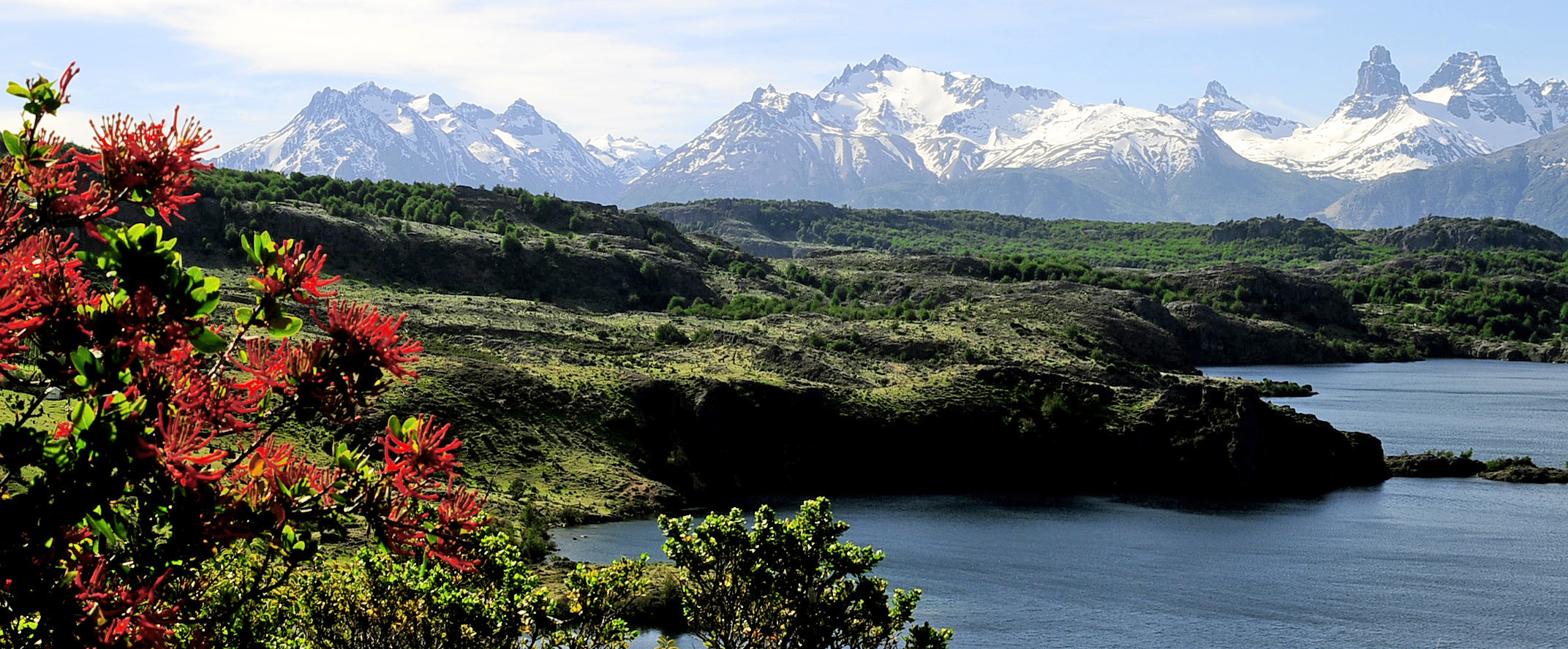

Este es el listado oficial de senderos de la reserva. Se presenta el nombre, la distancia y el tiempo estimado para cada uno, obtenidos de guardería CONAF en febrero de 2018. Desde el fin del sendero Los Cóndores hacia el norte es posible atravesar el cordón montañoso y llegar al campamento Westwinds en el Valle Chacabuco.
1. Sendero Las Aguilas, 3.240 m, 1h 15min.  Desde el inicio del sendero seguir en dirección sur por medio de una marcada huella que corre en medio de un bosque de baja altura. En un comienzo asciende suavemente, para luego comenzar a descender sostenidamente. Tras 10 minutos de marcha se bordea una cerca que marca el límite sur de la RN Tamango. Posteriormente, el sendero tuerce hacia el Sureste. Tras 1h de marcha, se arriba finalmente a la guardería de Conaf, poniendo fin a este hermoso circuito.
2. Sendero Los Carpinteros, 4620 m, 2 h.  Desde la guardería de Conaf, se debe tomar el camino vehicular que se dirige en dirección este bordeando el río Cochrane. Tras 500 m se arriba a un primer campamento habilitado donde se encuentra un pequeño embarcadero y otras instalaciones. En este punto se inicia el sendero Los Carpinteros propiamente tal. Continuar en dirección este a través de un marcado sendero que recorre en un principio tramos de bosque de baja altura, renovales y sectores abiertos que permiten hermosas vistas a los alrededores.  Durante gran parte del sendero se tienen que superar diversas quebradas a través de pequeñas, pero sucesivas cuestas, cuyas pendientes en ningún momento superan los 25° de inclinación. Con el objeto de facilitar el tránsito, la reserva ha equipado muchos de estos lugares con escaleras y pasamanos. Tras 2 km adicionales de caminata desde el inicio del sendero Carpinteros, se arriba a un mirador que permite tener increíbles vistas del río y lago Cochrane . Luego de avanzar otros 500 m se llega a una zona rocosa por la cual se debe descender; este sector no tiene dificultad para ser superada, estando marcadas las partes más fáciles de transitar con pircas de piedras. Una vez descendida esta sección, se debe continuar por la ruta que corre en dirección este por un poco menos de 2 km, cruzando pequeños tramos de bosques y amplios sectores de estepas. Tras 2 horas de marcha se arriba a un hermoso bosque de coigües donde se encuentra un segundo campamento habilitado por Conaf, el cual marca el fin del sendero Carpinteros.
3. Sendero Los Coigües, 3900 m, 2 h.  Desde el fin del sendero los Carpinteros, continuar en dirección este a través de una huella muy marcada que bordea el río Cochrane . A lo largo del sendero se deben superar pequeñas cuestas, las cuales están equipadas en algunas secciones con pasarelas y escaleras que facilitan el tránsito. Tras 20 minutos desde el inicio del sendero, y tras haber ganado un poco de altura, se arriba a un mirador equipado con una estructura de madera desde el cual se tiene una increíble vista panorámica, destacando la imagen del enorme lago Cochrane y el río homónimo. Seguir hacia el Este por 400 m hasta encontrarse con una bajada de 80m que lleva a un denso bosque . Continuar por el sendero, el cual va ganando altura suavemente, transitando por algunas secciones un poco más expuestas a caídas.  Luego de 1h desde el mirador, se llega a una segunda bajada de alrededor de 100m, la cual una vez descendida deja a cota del lago Cochrane. El sendero algunas veces se acerca a la orilla del lago, permitiendo tener una hermosa vista de éste. Luego de 1h desde la segunda bajada, y tras haber atravesado el bosque de coigües, se sale a un gran descampado. Desde este último punto se deben recorrer 500m hasta llegar al final del sendero Los Coigües, el cual a su vez marca el inicio de la ruta de Los Ciruelillo
4. Sendero Los Ciruelitos, 1.300 m, 45min.  Desde el final del sendero Los Coigües se debe tomar el sendero señalizado hacia el Norte que da inicio a la ruta de Los Ciruelillos. La huella asciende constantemente a través de pendientes que no superan los 25°, por medio de un bosque denso en su inicio, para luego dar pie a terreno de bosque bajo Tras 1h de ascenso se arriba finalmente al fin del sendero e inicio de la ruta Los Huemules Ver foto 11. En este tramo no existe agua, por lo que se recomienda obtenerla antes de comenzar el ascenso. Considerar 1h para el recorrido de este sendero.
5. Sendero Los Huemules, 6800 m, 2 h.  Continuar en dirección oeste a través de una marcada huella que se mantiene a cota durante casi todo el recorrido. Tras 350 m de recorrido se pasa por un refugio en desuso de Conaf, el cual se encuentra a la derecha (norte) del sendero. Seguir hacia el Oeste a través de un bosque bajo que permite tener increíbles vistas del río y lago Cochrane, además de las montañas de la sierra Esmeralda. Durante el recorrido se cruzan varios esteros pequeños, cuyo cruce no tiene dificultad alguna, permitiendo además cargarse de agua.  Luego de 4,6 km de recorrido desde el inicio del sendero Los Huemules se conecta con un antiguo camino vehicular, el cual se debe seguir. Considerar 2h para este tramo. Seguir por el camino por cerca de 1h adicional (2,5 km) hasta arribar al final del sendero Los Huemules e inicio del sendero Las Águilas el cual se inicia a la derecha (sur) del camino.
6. Sendero Las Lengas, 4800 m, 3 h.
7. Sendero Los Valles, 4600 m, 2h.
8. Sendero Los Pumas, 4200 m, 3 h.
9. Sendero Los Cóndores 3000 m, 2 h.
10. Sendero Los Ñirres, 2800 m, 1 h.

## Visitantes

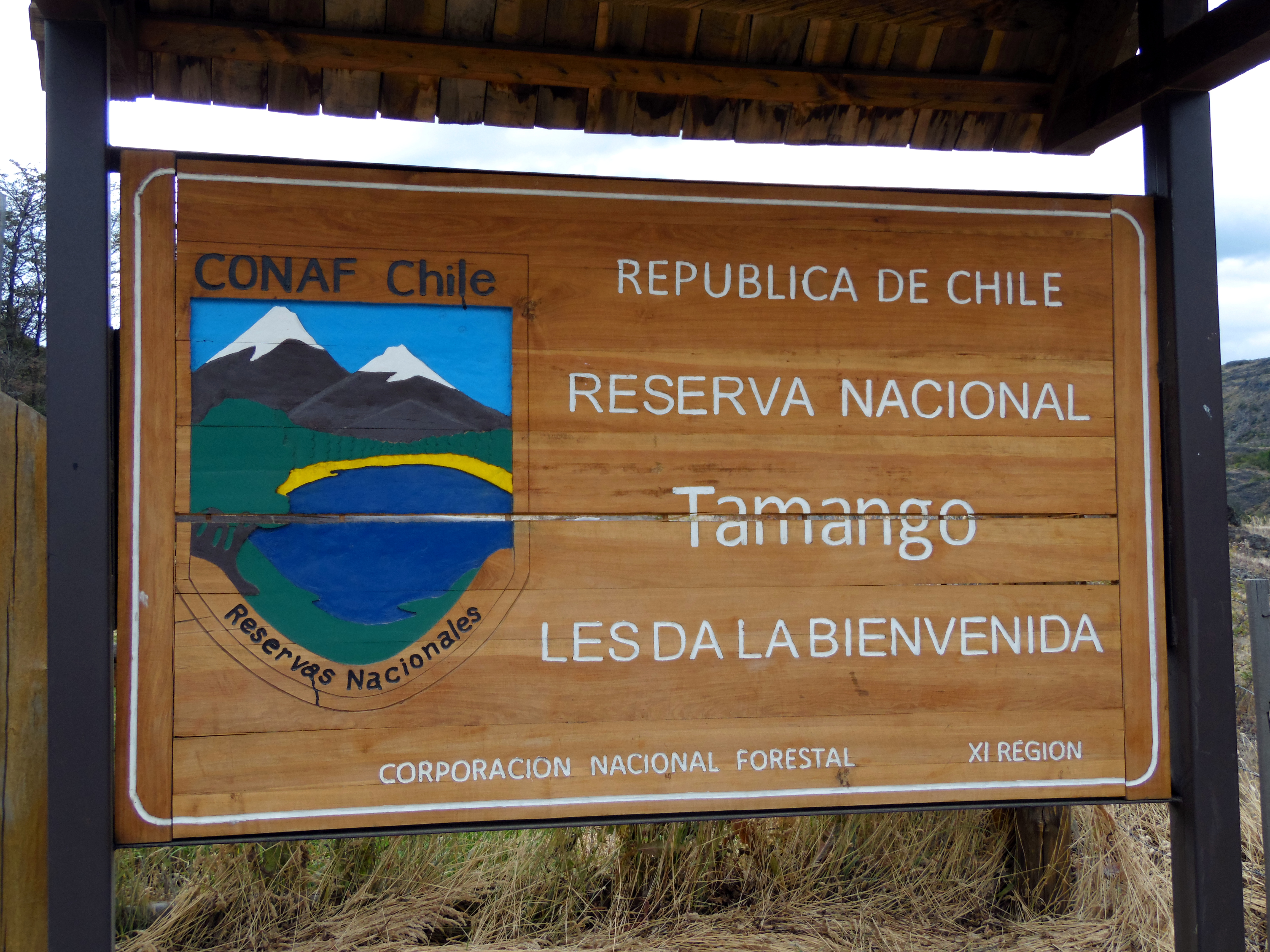
Bienvenida a visitantes en la Reserva nacional Lago Cochrane ex Tamango.

Esta reserva recibe una pequeña cantidad de visitantes chilenos y extranjeros cada año.
| Año         | 2010  | 2011  | 2012  | 2013  | 2014  | 2015  | 2016  | 2017  | 2018  | 2019  | 2020  | 2021 | 2022  | 2023  |
| ----------- | ----- | ----- | ----- | ----- | ----- | ----- | ----- | ----- | ----- | ----- | ----- | ---- | ----- | ----- |
| chilenos    | 1.416 | 1.623 | 1.382 | 1.037 | 1.915 | 2.475 | 2.827 | 4.955 | 5.539 | 5.162 | 2.502 | s/i  | 4.085 | 3.038 |
| extranjeros | 372   | 341   | 406   | 214   | 399   | 578   | 788   | 1.142 | 1.281 | 1.402 | 568   | s/i  | 740   | 687   |
| Total       | 1.788 | 1.964 | 1.788 | 1.251 | 2.314 | 3.053 | 3.615 | 6.097 | 6.820 | 6.564 | 3.070 | s/i  | 4.825 | 3.725 |

## horarios y tarifas
Los valores de acceso son:
- Adulto nacional $3.000.
- Adulto extranjero (incluye adulto mayor extranjero) CLP$5000
- Adulto en situación de discapacidad $1.500.
- Niño nacional bajo 6 años de edad gratis.
- Niño nacional entre 6 y 18 años $1.500.
- Niño extranjero CLP$2500
- Niño en situación de discapacidad: gratis.
- Adulto mayor nacional (mayor a 60 años) $1.500.